# 平泉隆房
平泉 隆房（ひらいずみ たかふさ、1954年2月19日 - 2024年8月16日）は、日本の歴史学者、神職。金沢工業大学教授・平泉寺白山神社宮司・玄成院第二十六世・日本学協会理事長。専門は日本中世史、神道史。博士（文学）。

## 略歴
福井県勝山市に生まれる。平泉寺白山神社宮司で東京帝国大学教授なども務めた平泉澄を祖父、同じく同神社宮司で金沢工業大学教授をつとめた平泉洸を父にもつ。妻は作家の大庭桂。
福井県立勝山高等学校を卒業後、1976年（昭和51年）皇學館大学文学部国史学科卒業、同大学院文学研究科修士課程を経て、1981年（昭和56年）同博士課程単位取得退学。大学院では、日本中世史を上横手雅敬・鎌田純一に学ぶ。
1981年（昭和56年）に皇學館大学文学部助手（はじめ神道学科、1984年（昭和59年）から国史学科に所属）、その後講師・助教授を経て、1995年（平成7年）から金沢工業大学助教授、2000年（平成12年）より同教授。金沢工業大学着任後まもなく、父洸が死去したため、平泉寺白山神社宮司を継いで現在に至る。
専門は日本中世史、特に神道史・神宮史・伊勢神道の研究で、平成8年度（1996年）には神道宗教学会奨励賞を受賞。2004年（平成16年）に「中世伊勢神宮史の研究」によって皇學館大学より博士（文学）の学位を取得している（主査は上横手雅敬、副査は惠良宏・井後政晏）。
また、壇ノ浦の戦いからレイテ沖海戦に至る海戦史研究を趣味としている。

## 著書
- 『中世伊勢神宮史の研究』　吉川弘文館 2006年　オンデマンド版　2024年、ISBN　9784642728539

## 監修
- 『歴史漫画・白山平泉寺物語』　平泉寺町まちづくり推進協議会 2007年

## 解説
- 小堀桂一郎監修・所功編著『名画にみる国史の歩み』 近代出版社 2000年4月